# Brulange
Brulange é uma comuna francesa na região administrativa do Grande Leste, no departamento de Mosela. Estende-se por uma área de 5.85 km², e possui 98 habitantes, segundo o censo de 2018, com uma densidade de 17 hab/km².